# Vion (Ardèche)
Vion település Franciaországban, Ardèche megyében. Lakosainak száma 932 fő (2022. január 1.). Vion Arras-sur-Rhône, Lemps, Sécheras, Érôme, Serves-sur-Rhône és Gervans községekkel határos.

## Népesség
A település népessége az elmúlt években az alábbi módon változott:
| Lakosok száma | 506  | 596  | 701  | 861  | 944  | 939  | 939  | 944  | 944  | 932  |
|               | 1968 | 1982 | 1990 | 2006 | 2013 | 2015 | 2017 | 2019 | 2020 | 2022 |